# جهادآباد (رستم)
جهادآباد روستایی از توابع بخش رستم شهرستان ممسنی در استان فارس  درجنوب مرکزی ایران است.

## جمعیت
این روستا در دهستان رستم دو قرار دارد و براساس سرشماری مرکز آمار ایران در سال ۱۳۸۵، جمعیت آن ۷۹ نفر (۱۶خانوار) بوده‌است.